# Кінетопластиди
Кінетопластиди (лат. Kinetoplastea, Kinetoplastida) — група (клас) джгутикових найпростіших, що серед інших видів включає багато паразитів, як відповідають за кілька серйозних хвороб людини та інших тварин, тоді як інші види мешкають у ґрунті й водних середовищах. Групу включають до евгленових (Euglenozoa) і від споріднених груп вона відрізняється наявністю кінетопластів — утворень у мітохондріях, що містять ДНК та пов'язані з кінетосомами (базальними тільцями в основі джгутиків).

## Класифікація
Kinetoplastida (як порядок) вперше описав Хонігберг 1961 року. Вони зазвичай поділяються на дводжгутикові Bodonidae і одноджгутикові Trypanosomatidae; ці дві групи, можливо, є парафілетичними одна щодо одної.